# ۴٬۲-دی‌کلروبنزیل الکل
۴٬۲-دی‌کلروبنزیل الکل (به انگلیسی: 2,4-Dichlorobenzyl alcohol) با فرمول شیمیایی C۷H۶Cl۲O یک ترکیب شیمیایی با شناسه پاب‌کم ۱۵۶۸۴ است. که جرم مولی آن ۱۷۷٫۰۳ g/mol می‌باشد. 